# Бурдоне
Бурдонѐ (на френски: Bourdonné) е село в северна Франция, част от департамента Ивлин на регион Ил дьо Франс. Населението му е около 476 души (2017).
Разположено е на 118 метра надморска височина в Парижкия басейн, на 22 километра източно от Дрьо и на 51 километра западно от центъра на Париж. Селището се споменава за първи път през 768 година, а от XIV век е владение на графовете на Монфор.

## Известни личности
Починали в Бурдоне
- Жозе-Мария дьо Ередия (1842 – 1905), поет